# Hans Maria Glatz

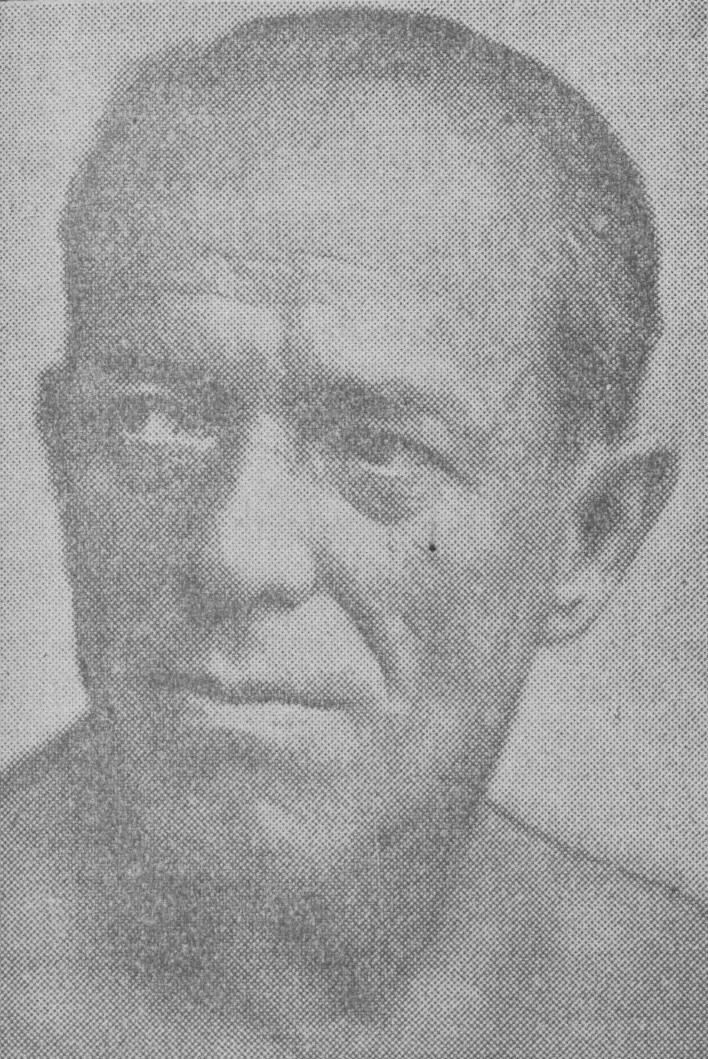
Hans Maria Glatz

Hans Maria Glatz (* 3. Juli 1878 in Wien; † 10. November 1930 in Berlin) war ein österreichischer Maler und Grafiker.

## Leben
Glatz soll an der Akademie der Bildenden Künste in Wien studiert haben, ist dort aber nicht nachweisbar. Nach einer anderen Quelle hat er in München bei Franz von Stuck studiert. Für einige Porträts deutscher Fürsten erhielt er den Titel „Professor“.
Ab 1903 sind von ihm entworfene Exlibris nachweisbar. Im Ersten Weltkrieg entwarf er für das österreichische Kriegshilfsbüro Vivatbänder und ein Exlibris. Er entwarf später auch Wahl- und Werbeplakate.
Glatz arbeitete für zahlreiche satirische Zeitschriften wie „Die Muskete“ oder „Simplicissimus“, aber auch für die Zeitschrift „Die Bühne“. Er war Mitglied im Bund Österreichischer Gebrauchs-Graphiker, dessen Vorstand er zeitweilig angehörte. 1928 zog Glatz nach Berlin.
Hans Maria Glatz war verheiratet und hatte zwei Kinder.

### Werke

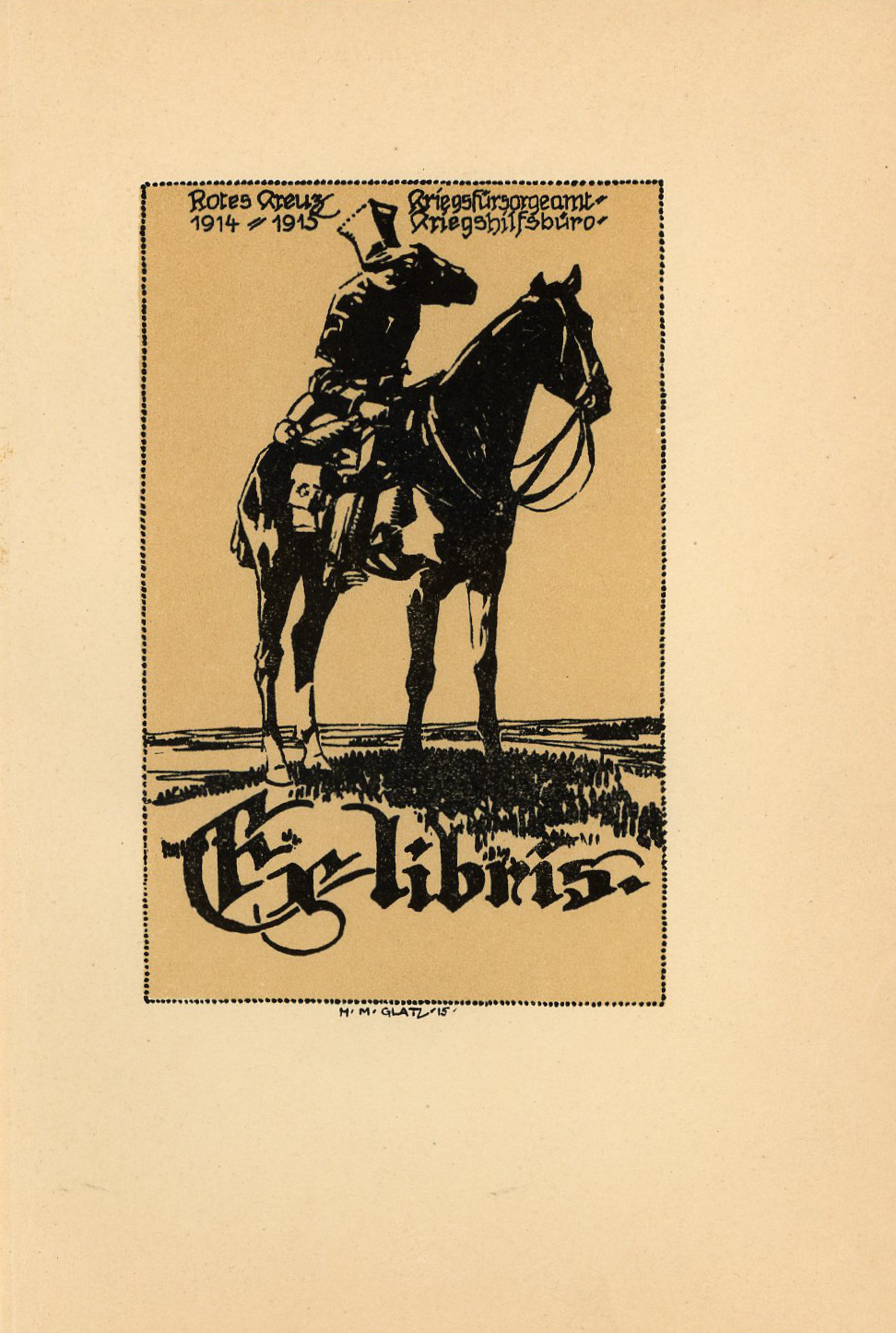
Exlibris für das Kriegshilfsbüro
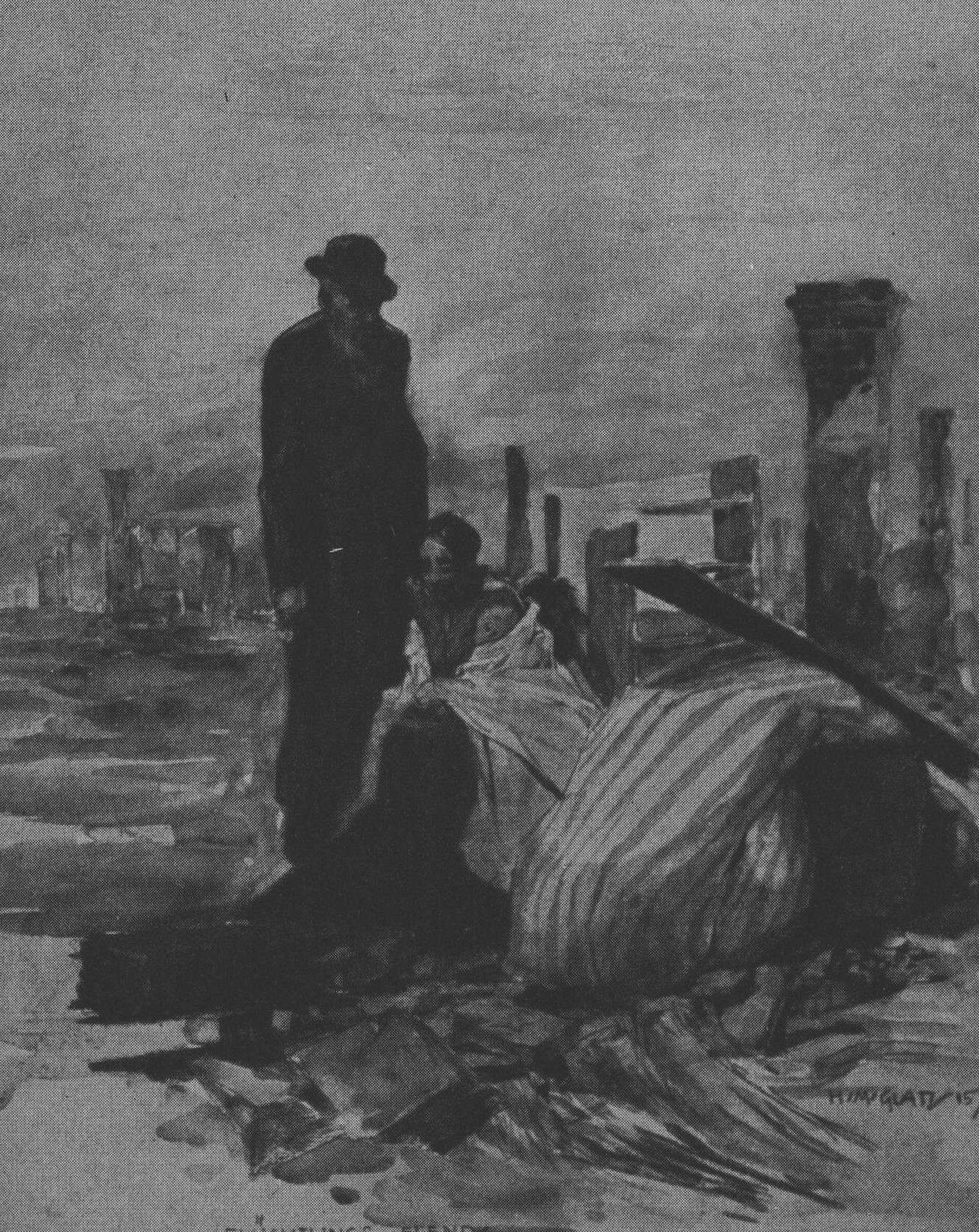
Flüchtlingselend, 1915
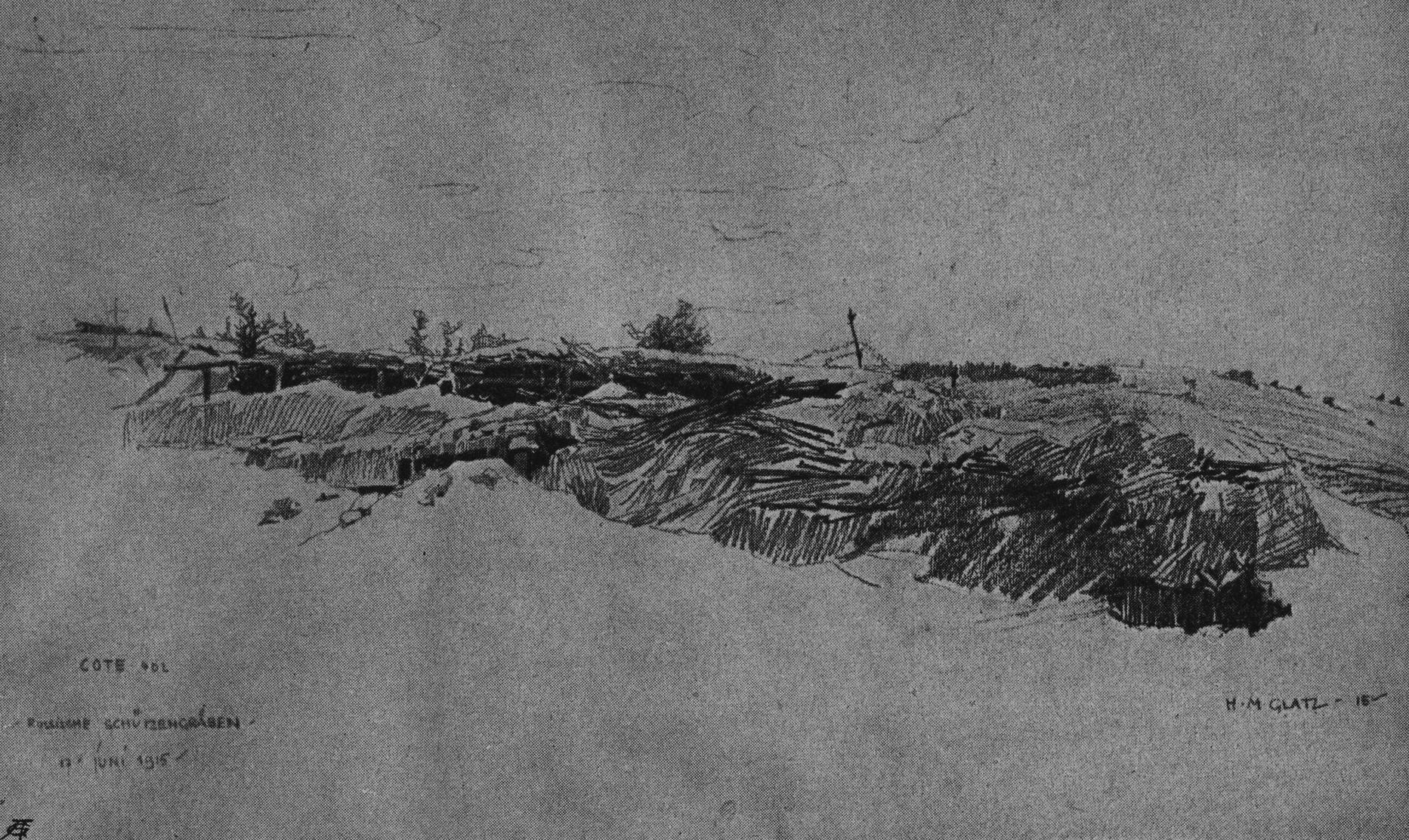
Kote 302 (1915)
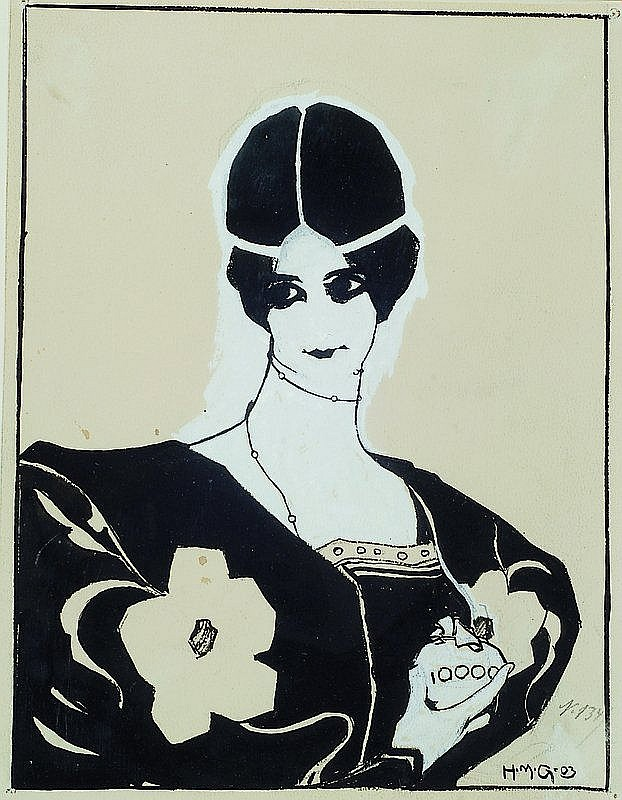
Dame in Abendkleidung
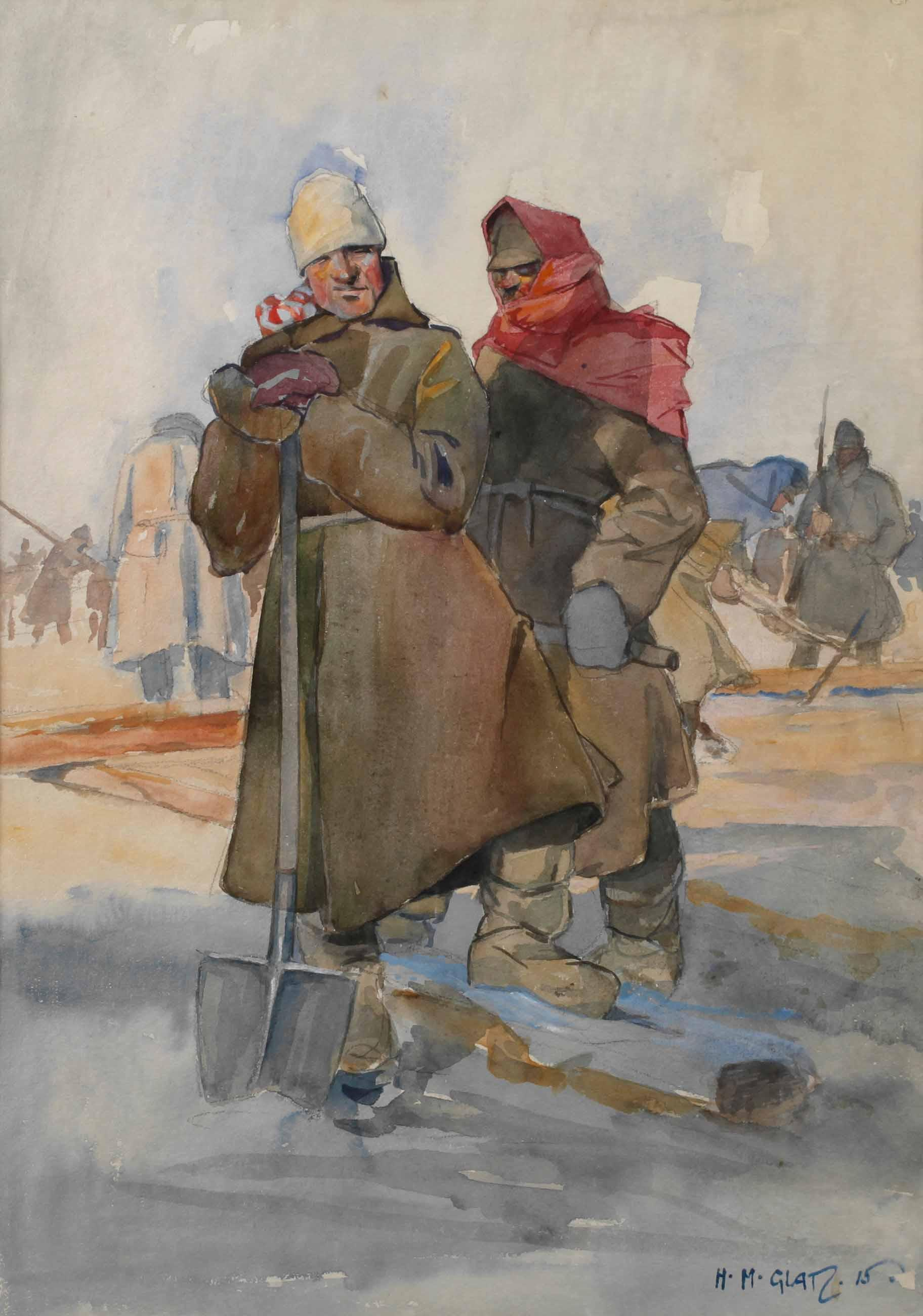
Soldaten im Feld
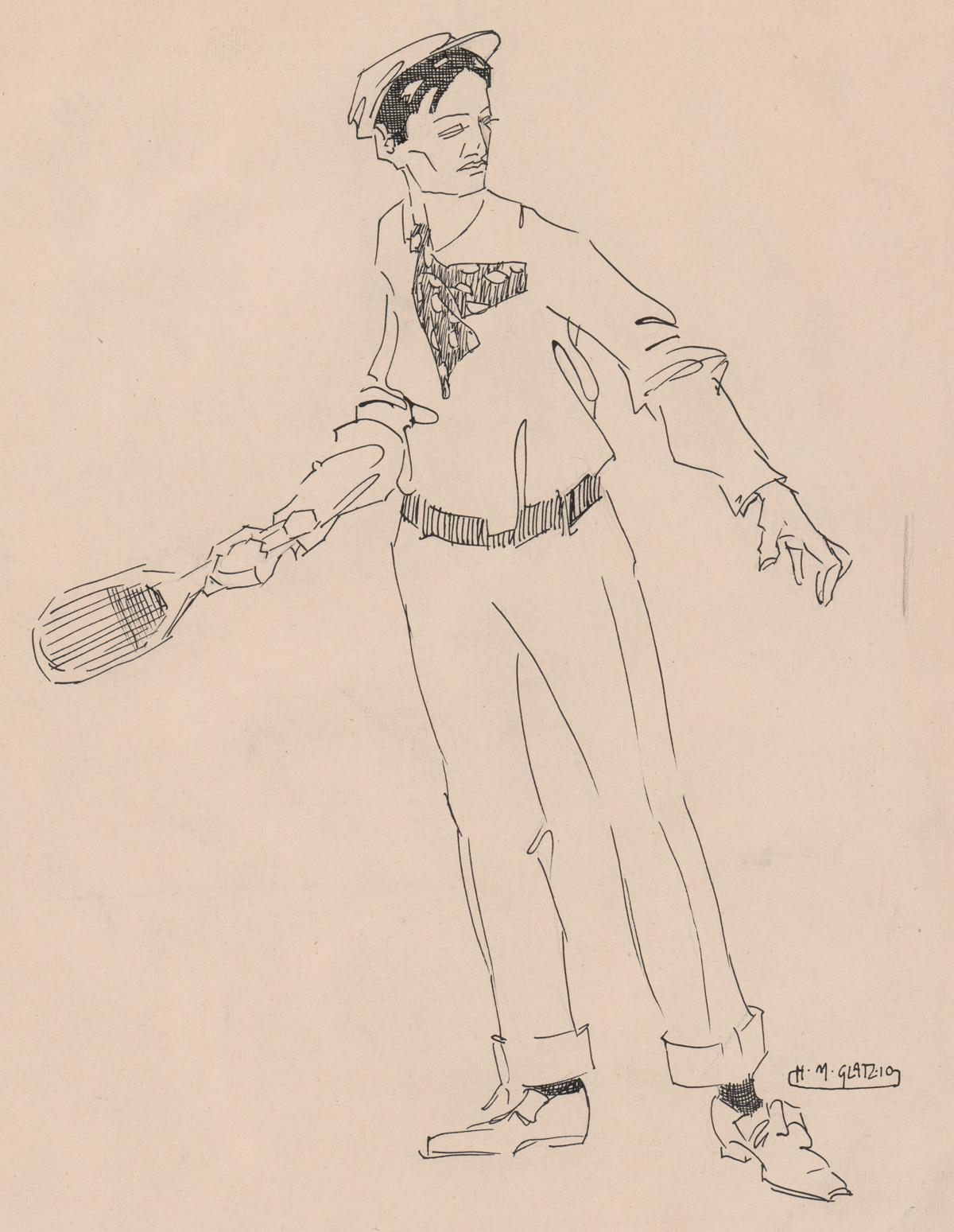
Tennisspieler
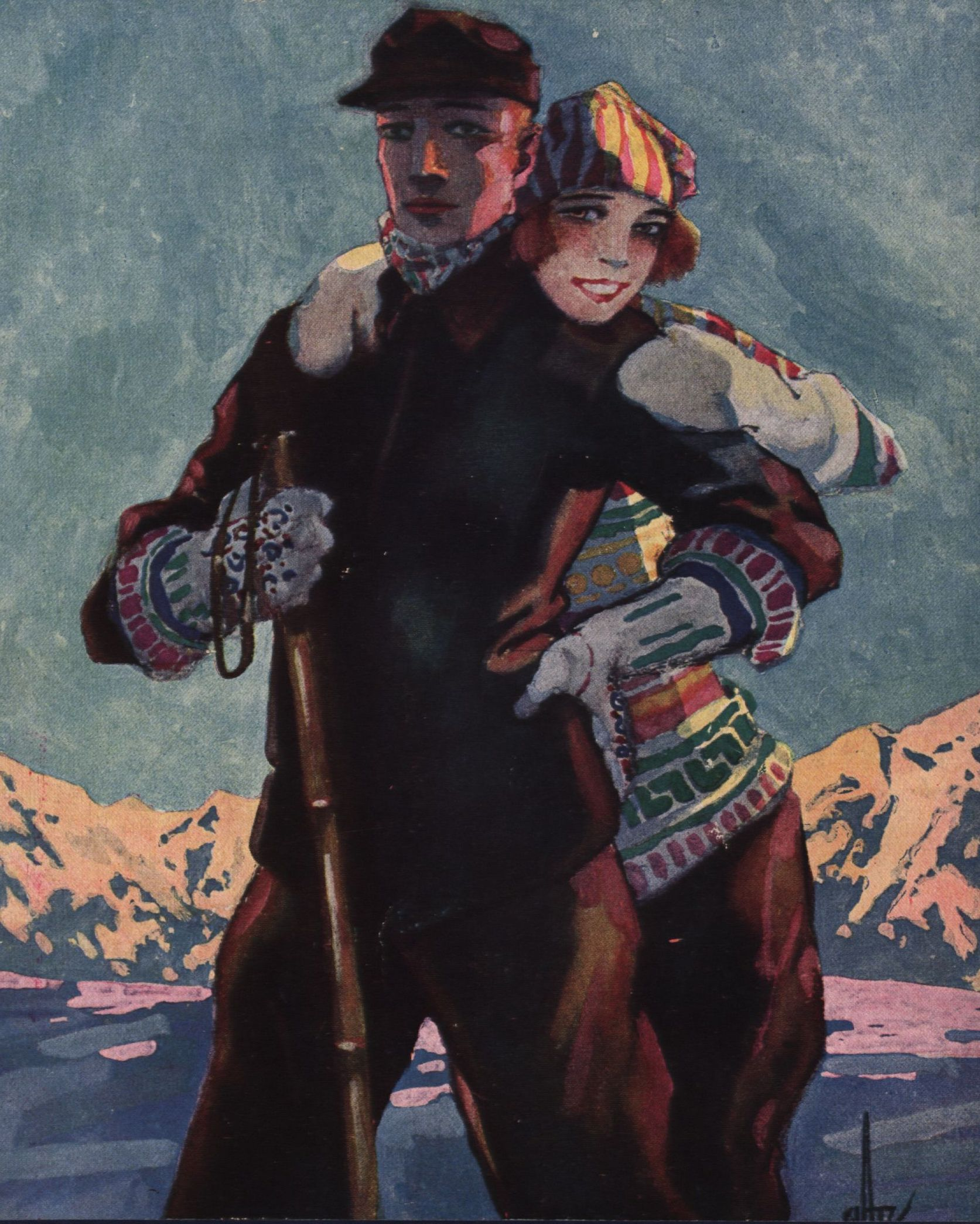
Cover der Zeitschrift „Moderne Welt“, Nr. 15, 1926